# شايسيرستوك
شايسيرستوك (بالإنجليزية: Chaiserstock)‏ هو أحد جبال سلسلة جبال الألب غلاروس وجزء من القمة الأم شاشينتالير فيندغالين يقع في كانتون شفيتس وكانتون أوري, سويسرا. يبلغ ارتفاع الجبل حوالي 2515 متر، بينما يبلغ ارتفاع نتوء الجبل 470 متر.